# Mystrocnemis
Mystrocnemis es un género de escarabajos longicornios de la subfamilia Lamiinae. Fue descrito por Friedrich Otto Gustav Quedenfeldt en 1882.

## Especies
- Mystrocnemis allardi Breuning, 1961
- Mystrocnemis analis (Fahraeus, 1872)
- Mystrocnemis apicalis Aurivillius, 1915
- Mystrocnemis atricollis Breuning, 1953
- Mystrocnemis bicolor Aurivillius, 1914
- Mystrocnemis bicolor occidentalis Breuning, 1956
- Mystrocnemis flavoapicalis Breuning, 1950
- Mystrocnemis flavovittata Quedenfeldt, 1882
- Mystrocnemis stictica Aurivillius, 1914